# Хелаберт Пинья, Сесар
Се́сар Хелабе́рт Пи́нья (исп. César Gelabert Piña; 31 октября 2000, Паленсия, Испания) — испанский футболист, полузащитник испанского клуба «Спортинг».

## Клубная карьера
Сесар является воспитанником футбольной академии клуба «Эркулес». В 2015 году он присоединился к системе мадридского «Реала».

## Карьера в сборной
В 2017 году Сесар был вызван главным тренером юношеской сборной Испании Санти Денией на юношеский чемпионат Европы (до 17 лет) в Хорватии. Он принял участие в двух встречах группового этапа, он стал чемпионом Европы в составе этой команды.

## Достижения
- Чемпион Европы (до 17): 2017